# Liga Mexicana 1914/15
In 1914/15 werd het dertiende seizoen gespeeld van de Liga Mexicana de Football Amateur Association, de hoogste voetbalklasse van Mexico. España werd kampioen.

## Eindstand
| Plaats | Club                | Wed. | W | G | V | Saldo | Ptn. |
| ------ | ------------------- | ---- | - | - | - | ----- | ---- |
| 1.     | España FC           | 10   | 7 | 3 | 0 | 16:8  | 17   |
| 2.     | Pachuca AC          | 10   | 8 | 0 | 2 | 17:6  | 16   |
| 3.     | Reforma             | 10   | 6 | 1 | 3 | 11:8  | 13   |
| 4.     | L'Amicale Française | 10   | 2 | 3 | 5 | 6:10  | 7    |
| 5.     | CF México           | 10   | 2 | 2 | 6 | 6:10  | 6    |
| 6.     | Deportivo Español   | 10   | 0 | 1 | 9 | 4:18  | 1    |

|  | Kampioen                                                         |
|  | Reforma en L'Amicale Francaise trokken zich na dit seizoen terug |

### Kampioen
| Liga Mexicana de 1914/15   |
| Mexico                     |
| -------------------------- |
| ESPAÑA Kampioen (2° titel) |

## Topschutters
| Speler            | Speler           | Goals | Club    |
| ----------------- | ---------------- | ----- | ------- |
| Vlag van Engeland | Alfred C. Crowle | 6     | Pachuca |